# Kościół św. Barbary w Turowcu
Kościół św. Barbary w Turowcu – rzymskokatolicki kościół w Turowcu, dawna cerkiew unicka, a następnie prawosławna.
Cerkiew unicka w Turowcu została wzniesiona w 1832 z fundacji hrabiego Poletyłły, na miejscu starszej drewnianej świątyni. Po likwidacji unickiej diecezji chełmskiej została przemianowana na świątynię prawosławną, zaś w latach 1879-1883 poddana gruntownej przebudowie, w ramach której od strony południowej dostawiono do niej przybudówkę, a nad przedsionkiem wzniesiono wieżę. W latach 1892–1895 i 1895-1900 była dwukrotnie odnawiana.
W 1921 świątynia turowiecka stała się siedzibą parafii rzymskokatolickiej erygowanej przez biskupa lubelskiego Mariana Fulmana; obiekt został zrewindykowany na rzecz Kościoła katolickiego już dwa lata wcześniej. Po 1945 był ponownie remontowany.
Kościół w Turowcu jest klasycystyczny, jednonawowy, z prostokątną nawą krytą dachem dwuspadowym i prosto zamkniętym pomieszczeniem ołtarzowym. Plan całości jest podłużny. We wnętrzu kościoła znajdują się trzy drewniane ołtarze barokowe z XIX w., w jednym z nich znajduje się unicka ikona Matki Bożej z Dzieciątkiem (przełom XVIII i XIX w.). W kościele znajdują się także organy z 1964.